# 毛利悠子
毛利 悠子（もうり ゆうこ、1980年 - ）は、日本の現代美術家。神奈川県藤沢市出身。

## 経歴
磁力や重力、光など、目に見えない力を感じさせるインスタレーション作品を制作する。
多摩美術大学美術学部情報デザイン学科卒業、東京芸術大学大学院美術学部先端芸術表現科修士課程修了。
2006年、エリック・サティの「ヴェクサシオン」をモチーフにした作品《vexations: c.i.p. (composition in progress)》にてトランスメディアーレ・アワード銀賞、アルス・エレクトロニカ賞オノラリー・メンションを受賞。
2014年、札幌国際芸術祭、ヨコハマトリエンナーレに参加。また「フェスティバル/トーキョー」にてストラヴィンスキー「春の祭典」の舞台美術を手がける。
2015年、アジアン・カルチュラル・カウンシルのグランティとしてニューヨークに滞在。帰国後、日産アートアワードでグランプリを獲得。
2016年、渡英。ヴィクトリア・アンド・アルバート・ミュージアム、カムデン・アーツ・センターにて滞在制作。滞在中にイギリスの美術誌『ArtReview Asia』表紙とインタビューを飾る。またイギリスの美術誌『Apollo Magazine』の企画「40 Under 40　アジア・パシフィック　アジア太平洋地域で最も影響力ある40歳以下の40人」に選出。同年、神奈川文化賞・スポーツ賞未来賞を受賞。コチ＝ムジリス・ビエンナーレに参加。
2017年、個展「Pleated Image」ほかによる成果が認められ、第67回芸術選奨文部科学大臣新人賞を受賞。
2024年、第60回ヴェネツィア・ビエンナーレの日本館の出品作家に選ばれる。

## 代表的な作品
- Pleated Image (2016)
- アーバン・マイニング シリーズ（2014-）
- モレモレ：与えられた落水 (2015-)
- From A (2015-)
- I/O──ある作曲家の部屋 (2014)
- サーカスの地中 (2014)
- 鬼火 (2013-)
- Calls (2013-)